# Dichagyris inexpectata
Dichagyris inexpectata är en fjärilsart som beskrevs av Igor Kozhanchikov 1925. Dichagyris inexpectata ingår i släktet Dichagyris och familjen nattflyn. Inga underarter finns listade i Catalogue of Life.